# Walter C. Newberry

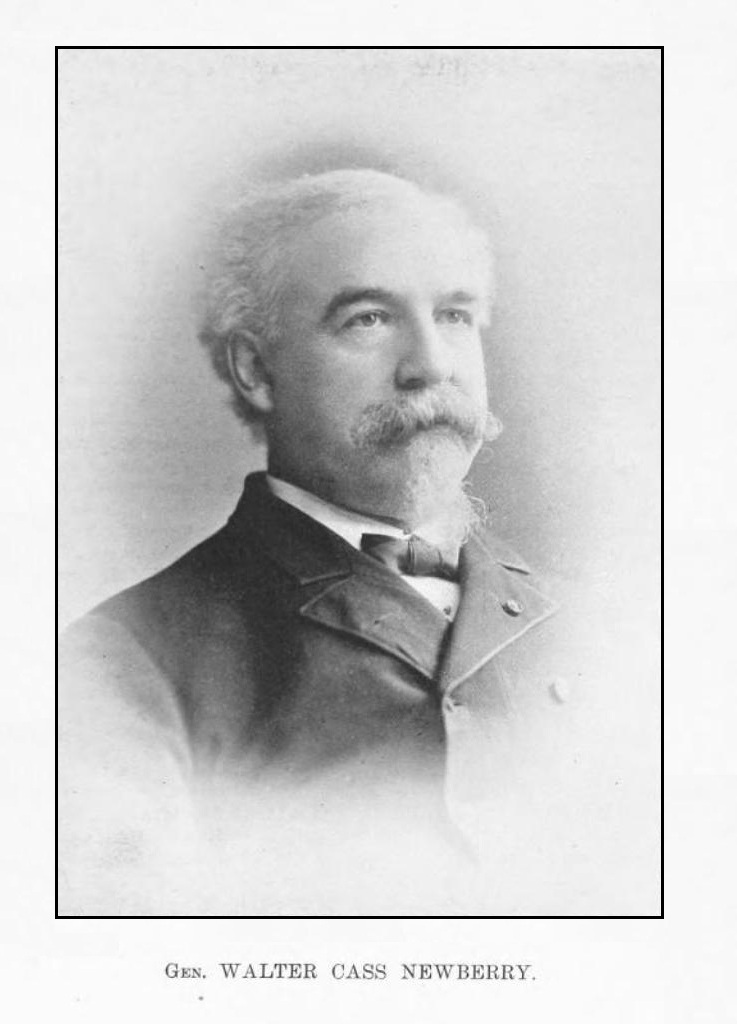
Walter C. Newberry

Walter Cass Newberry (* 23. Dezember 1835 in Sangerfield, Oneida County, New York; † 20. Juli 1912 in Chicago, Illinois) war ein US-amerikanischer Politiker. Zwischen 1891 und 1893 vertrat er den Bundesstaat Illinois im US-Repräsentantenhaus.

## Werdegang
Nach einer erfolgreichen Schulausbildung arbeitete Walter Newberry in Chicago und Detroit im Handel. Während des Bürgerkrieges diente er im Heer der Union, in dem er bis zum Brevet-Brigadegeneral aufstieg. Nach dem Krieg schlug er als Mitglied der Demokratischen Partei eine politische Laufbahn ein. Im Jahr 1865 zog er nach Petersburg in Virginia. Zwischen 1869 und 1870 war er dort Bürgermeister. Im Jahr 1870 zog er nach Richmond, der Hauptstadt des Staates Virginia, wo er vier Jahre lang als Schulrat die Aufsicht über die öffentlichen Schulen führte. Seit 1876 lebte er in Chicago, wo er in den Jahren 1888 und 1889 Posthalter war.
Bei den Kongresswahlen des Jahres 1890 wurde Newberry im vierten Wahlbezirk von Illinois in das US-Repräsentantenhaus in Washington, D.C. gewählt, wo er am 4. März 1891 die Nachfolge von George E. Adams antrat. Da er im Jahr 1892 auf eine weitere Kandidatur verzichtete, konnte er bis zum 3. März 1893 nur eine Legislaturperiode im Kongress absolvieren. Nach dem Ende seiner Zeit im US-Repräsentantenhaus zog sich Walter Newberry in den Ruhestand zurück. Er starb am 20. Juli 1912 in Chicago.